# ثوم الحية
ثوم الحية  أو اسقورديون مائي (الاسم العلمي Teucrium socotranum) نبات معمر من فصيلة الشفوية،
يبلغ ارتفاعه من 10-20 سم ساقه خضراء بنفسجية ذات زغب، متشبعة، أوراقه خضراء رخوة مزغبة طولانية مسننة،
أزهاره ذات لون أرجواني أو بنفسجي، ثماره سنجابية عند نضجها وتنبعث منها رائحة الثوم عند دكها.
تستخدم كصباغ للكتان كما يستعمل طبيًا لخفض الحرارة ومقوي.